# Айтерах
Айтерах (нем. Aiterach) — река в Германии, протекает по земле Бавария. Длина реки 39,30 км. Площадь водосборного бассейна — 166,08. Высота истока 429 м. Высота устья 314 м.